# زوتلاند
زوتلاند (به هلندی: Zoutelande) یک منطقهٔ مسکونی در هلند است که در فیره (هلند) واقع شده‌است. زوتلاند ۱٬۵۰۹ نفر جمعیت دارد.